# Huta (Bystrzyca Kłodzka)
Huta (deutsch: Hüttenguth) ist ein Ort in der Stadt- und Landgemeinde Bystrzyca Kłodzka im Powiat Kłodzki der Woiwodschaft Niederschlesien in Polen. Es liegt acht Kilometer nordwestlich von Bystrzyca Kłodzka (Habelschwerdt).

## Geographie
Huta liegt im Glatzer Kessel am Osthang des Habelschwerdter Gebirges. Nordwestlich liegt die 898 m hohe Große Kapuzinerplatte (polnisch Łomnicka Rownia). Nachbarorte sind Nowa Łomnica (Neu Lomnitz) und Szczawina (Neu Brunn) im Nordosten, Szklarka (Glasendorf) im Osten, Stara Bystrzyca (Alt Lomnitz) und Zalesie (Spätenwalde) im Südosten, Wójtowice (Voigtsdorf) im Süden und Młoty (Hammer) im Südwesten.

## Geschichte
Hüttenguth entstand am Ort einer ehemaligen Glashütte und wurde erstmals 1571 erwähnt. Es gehörte zum Habelschwerdter Distrikt im Glatzer Land und wurde Mitte des 17. Jahrhunderts von Johann Friedrich von Herberstein erworben. Er vereinte Hüttenguth mit seiner Majoratsherrschaft Grafenort.
Nach dem Ersten Schlesischen Krieg 1742 und endgültig mit dem Hubertusburger Frieden 1763 fiel es zusammen mit der Grafschaft Glatz an Preußen. Nach der Neugliederung Preußens gehörte es ab 1815 zur Provinz Schlesien und war zunächst dem Landkreis Glatz und ab 1818 dem neu geschaffenen Landkreis Habelschwerdt eingegliedert, mit dem es bis 1945 verbunden blieb. Ab 1874 gehörte die Landgemeinde Hüttenguth zum Amtsbezirk Alt Weistritz. Da die landwirtschaftlichen Flächen wegen der gebirgigen Lage wenig ertragreich waren, verließen in der zweiten Hälfte des 19. Jahrhunderts zahlreiche junge Bewohner das Dorf. Für 1939 sind für Hüttenguth 49 Einwohner nachgewiesen.
Als Folge des Zweiten Weltkriegs fiel Hüttenguth 1945 wie fast ganz Schlesien an Polen und wurde in Huta umbenannt. Die deutsche Bevölkerung wurde vertrieben. Die neu angesiedelten Bewohner waren teilweise Zwangsumgesiedelte aus Ostpolen, das an die Sowjetunion gefallen war. Seit 1945 gehörte Huta zum Powiat Bystrzycki (Habelschwerdt), der 1975 aufgelöst wurde. 1975 kam es an die neu gebildete Woiwodschaft Wałbrzych (Waldenburg), die bis 1998 bestand.

### Kolonie Hüttengrund
Die Kolonie Hüttengrund wurde vom Reichsgrafen Johann Gundacker II. von Herberstein angelegt, dem seit 1770 die Herrschaft Grafenort gehörte.

### Kolonie Dintershöh
Die nicht mehr existierende Kolonie Dintershöh wurde Mitte des 18. Jahrhunderts von dem Voigtsdorfer Freirichter Dinter gegründet. Nach dem Übergang an Polen 1945 wurde sie in Opoczka umbenannt.

## Sehenswürdigkeiten
- Reste des Fort Wilhelm, das 1790 vom preußischen König Friedrich Wilhelm II. südlich von Hüttenguth zur Landesverteidigung gegenüber Böhmen erbaut wurde.